# Deliver At All Costs
Deliver At All Costs é um jogo eletrônico de ação-aventura com física realista e foco narrativo, desenvolvido pela Far Out Games e publicado pela Konami Digital Entertainment. O jogo apresenta ambientes completamente destrutíveis. O título foi anunciado em setembro de 2024 e lançado em 22 de maio de 2025 para PlayStation 5, Windows e Xbox Series X/S. Após seu lançamento, o jogo recebeu críticas mistas da imprensa especializada.

## Jogabilidade
Deliver At All Costs é um jogo eletrônico de ação-aventura para um jogador. A experiência é apresentada a partir de uma perspectiva em terceira pessoa, com gráficos isométricos. O jogo se passa em três cidades fictícias dos Estados Unidos: St. Monique, Shellington Falls e New Reed. Embora a progressão seja principalmente linear — permitindo acesso às cidades apenas conforme o avanço da história —, cada uma apresenta um ambiente de mundo aberto, com missões secundárias envolvendo personagens que solicitam ajuda ou impõem desafios, além de caixas destrutíveis contendo dinheiro ou itens de criação, e veículos únicos espalhados pelas áreas. Grande parte dos ambientes urbanos é destrutível, inclusive interiores de prédios que podem ser completamente demolidos. No entanto, causar destruição em larga escala atrai a atenção da polícia. Para fugir, o jogador pode despistá-los e se esconder em lixeiras indicadas no minimapa, até que a perseguição seja encerrada.
O protagonista, Winston Green, pode ser controlado tanto a pé — com habilidades como pular obstáculos, usar escadas e empurrar caixas — quanto ao dirigir a maioria dos veículos disponíveis. Diferente de jogos como Grand Theft Auto, não há furto de veículos; Winston pode iniciar qualquer carro em que entre, sem necessidade de explicação. A interação com outros personagens se dá por meio de diálogos, e a violência física é limitada a empurrões. O personagem pode morrer em situações como quedas de grandes alturas, colisões graves ou afogamento, mas sempre ressuscita, sem limite de vidas.
Embora vários veículos possam ser utilizados (algo que também conta como uma meta secundária no jogo), o principal meio de transporte de Winston é a caminhonete "We Deliver" ("Viva Entregas", na versão localizada em português brasileiro). Ao longo do jogo, ela é modificada para executar tarefas específicas, como a instalação de um guincho ou de um guindaste automatizado. Outras modificações opcionais incluem airbags externos, espinhos nos pneus e até buzinas marítimas, úteis tanto para facilitar entregas quanto para causar caos. Esses itens adicionais exigem materiais de criação, que podem ser adquiridos em lojas ou encontrados em baús vermelhos espalhados pelas cidades. Como medida de acessibilidade, o jogador pode adquirir um item especial de alto custo que revela no mapa a localização de todos os baús e caixas de dinheiro.

## Enredo

### Ambientação
Deliver At All Costs se passa no ano de 1959, em três cidades fictícias situadas na costa oeste dos Estados Unidos — presumivelmente entre os estados da Califórnia e Oregon. As localidades incluem a ilha tropical de St. Monique, com atmosfera caribenha; a cidade rural de Shellington Falls; e a metrópole expansiva de New Reed.
O protagonista do jogo é Winston Green, um ex-engenheiro da Comissão de Energia Atômica dos Estados Unidos (AEC), atualmente sem sorte na vida. Winston decide aceitar um emprego na empresa de entregas "We Deliver", após ouvir um anúncio de rádio que, segundo os próprios donos, já deveria ter sido removido do ar. A empresa é dirigida pelo otimista CEO Harald F. Gurther, ao lado de seu filho cético, Donovan, e representada por sua sobrinha Alison Denver. Outros membros da equipe incluem o colega entregador Norman Johnson, o segurança Gordon Viktus, o supervisor Johnny Russel, a responsável pelo setor de recursos humanos Bertha Rover, e os funcionários Hank e Sara. Entre os personagens secundários estão o almirante Armand Sterling, com quem Winston trabalhou anteriormente durante sua passagem pela AEC, e Florian Bailey, advogado e conselheiro jurídico da família Gurther.

### Enredo
Winston inicia sua carreira na filial da "We Deliver" em St. Monique, conquistando a confiança de Harald com entregas bem-sucedidas — ainda que nada convencionais, como transportar caixas de fogos de artifício que explodem pela cidade durante o trajeto ou se envolver em trambiques, como vender melancias podres disfarçadas de frescas. Apesar de se adaptar bem à nova vida e formar amizade com Norman, Winston passa a despertar a crescente desconfiança de Donovan, que suspeita de inconsistências em seu passado. Ao mesmo tempo, a empresa enfrenta sérias dificuldades financeiras, a ponto de o emprego de Norman estar em risco. Winston também começa a sofrer com sonhos e alucinações recorrentes envolvendo uma raposa vermelha, semelhante à que ele falhou em abater na infância. Mesmo ajudando Donovan a sabotar uma empresa rival, Winston descobre que Norman foi demitido da mesma forma. Desiludido, ele adormece dentro da sede da empresa e acorda com um terremoto que abala St. Monique. Ao descobrir que o vulcão local, Monte Calahan, entrou em erupção, Winston tenta retornar ao apartamento, onde encontra Donovan, que revela a verdadeira identidade de Winston: ele é Winston Booker, ex-cientista da Comissão de Energia Atômica dos Estados Unidos (AEC), procurado por envolvimento em um misterioso incidente na Universidade de New Reed. Donovan promete revelar toda a verdade, enquanto Winston parte para resgatar Norman e evacuar St. Monique, que é destruída pela erupção vulcânica.
Um ano depois, a equipe da "We Deliver" se estabelece em Shellington Falls e contrata novos funcionários, mas continua enfrentando problemas financeiros e jurídicos. Winston ainda sofre com pesadelos e conflitos com Donovan e a nova gerente de RH, Bertha. Certo dia, ao voltar para casa, ele encontra um agente da AEC vasculhando seu trailer. O agente parte sem confronto, mas é observado por Gordon, que informa Donovan. Este fecha um acordo com a AEC, oferecendo o diário de Winston em troca de participação. Armand, ex-colega de Winston, aparece para alertá-lo e tenta fugir com o diário, mas é interceptado e morto por Gordon. Donovan apresenta o diário a Alison como prova da suposta duplicidade de Winston. Tentando se explicar, Winston tenta, sem sucesso, encontrar Harald. Quando finalmente o encontra, já está morto em seu escritório, segurando um recorte de jornal de Winston jovem e documentos comprovando que Donovan planejava destituí-lo do cargo de CEO. Temendo ser acusado de assassinato, Winston foge para sua antiga casa de infância e desenterra um objeto que havia escondido da AEC: uma esfera de energia alienígena. Gordon e Donovan o alcançam e tentam tomar o artefato, que se ativa e teletransporta os dois para um futuro distópico, onde a AEC se tornou uma superpotência global. Winston escapa da prisão e retorna ao passado, refugiando-se em New Reed. Donovan também retorna após dois anos no futuro, utilizando os conhecimentos e a tecnologia adquiridos para reformular a empresa como "Deliver At All Costs".
Dois anos se passam, e Winston vive como fugitivo, coletando informações sobre suas experiências, os relatórios da AEC em posse de Donovan e notícias relacionadas ao artefato alienígena. Descobre-se que a esfera era poderosa demais para a AEC, tendo teletransportado todo o laboratório onde era estudada, o que levou Winston e Armand a decidirem escondê-la. Enquanto isso, Winston conduz uma campanha de guerra de guerrilha contra a DAAC, sabotando operações e tentando afastar investidores. Ao descobrir que seu antigo caminhão de entregas seria levado ao ferro-velho, Winston o recupera, mas é perseguido por Gordon, que morre ao ter seu caminhão esmagado por uma ponte ferroviária. Em um último ato de resistência, Winston blinda seu caminhão e o utiliza para invadir a sede da DAAC, chegando até o escritório de Donovan. Durante o confronto, Winston confirma que Donovan também sofre dos mesmos pesadelos e alucinações, e que ele havia ordenado a recuperação do diário — mas não o assassinato de Armand. Winston recupera a esfera alienígena, obriga Donovan a entrar no caminhão e, ao dirigir em direção a uma janela, a esfera se ativa mais uma vez, teletransportando os dois no momento em que o caminhão despenca para a rua. 
Na cena pós-créditos, o tribunal que julga o caso de Winston — mesmo sem sua presença ou a de Donovan — é interrompido por manifestantes a seu favor. Um deles ergue um cartaz com os dizeres: "Winston vai voltar".

## Desenvolvimento
Deliver At All Costs é o primeiro jogo desenvolvido pelo estúdio Far Out Games, tendo passado por um período de desenvolvimento de quatro anos. O estúdio está sediado em Gotemburgo, Suécia.

## Lançamento
Uma demo de Deliver At All Costs foi disponibilizada durante o Steam Next Fest de 2025. Na sua semana de lançamento, o jogo foi disponibilizado gratuitamente para PC na Epic Games Store.

## Recepção
Deliver At All Costs recebeu críticas "mistas ou medianas" por parte dos críticos, segundo o site agregador de resenhas Metacritic.